# Brkn Love
Brkn Love (Eigenschreibweise: ฿Ɽ₭₦ ⱠØVɆ) ist eine kanadische Alternative-Rock-Band aus Toronto.

## Geschichte
Hinter der Band steht der aus Toronto stammende Sänger und Gitarrist Justin Benlolo, der im Alter von 16 Jahren die Schule verließ und zuerst nach New York City und dann nach Los Angeles zog. Dort nahm er verschiedene Demos auf, die das Interesse des Produzenten Joel Hamilton (u. a. Highly Suspect) weckten. Hamilton lud Benlolo nach Brooklyn ein, um unter Livebedingungen das Debütalbum aufzunehmen. Der Bandname entstand, nachdem Benlolo zunächst eine Liste mit seinen Lieblingsalben und Lieblingsliedern erstellte und dann das erste Wort der Lieblingsalben mit dem letzten Wort der Lieblingssongs zu kombinieren. Komplettiert wurde die Band durch den Gitarristen Kyle Duke, dem Bassisten Nick Katz und dem Schlagzeuger Russel Holzman, die allesamt aus New York City stammen.
Nach einem Konzert in New York City wurde Brkn Love im März 2019 vom finnischen Label Spinefarm Records unter Vertrag genommen. Die erste Single Shot Down erreichte Platz elf der kanadischen Rockcharts. Im Sommer und Herbst 2019 tourte die Band zunächst mit Dinosaur Pile-Up und dann im Vorprogramm von Pop Evil durch Nordamerika und trat danach auf dem Aftershock Festival auf. Das selbstbetitelte Album Brkn Love sollte eigentlich am 22. November 2019 erscheinen, jedoch wurde die Veröffentlichung auf den 14. Februar 2020 verschoben. Das US-amerikanische Magazin Loudwire zählte Brkn Love zu den 13 besten Debütalben des Jahres 2020. Es folgte eine Tour durch Kanada mit Royal Tusk. Ende 2021 tourte die Band mit Monster Truck und Big Wreck durch Kanada.
Im Frühjahr 2022 tourte Brkn Love gemeinsam mit ’68 im Vorprogramm von Badflower durch die Vereinigten Staaten. Am 10. Juni 2022 veröffentlichte die Band die EP Vol. 1, der am 23. September 2022 die EP Vol. 2 folgte. Am 4. November 2022 wurde das zweite Studioalbum Black Box veröffentlicht, das von Anton Delost produziert wurde. Das Album enthält neben den Titeln der zuvor veröffentlichten EPs drei weitere Titel.

## Stil
Justin Benlolo nannte die Bands Kiss, Soundgarden, Black Sabbath, Queens of the Stone Age, Foo Fighters und den Singer-Songwriter Jeff Buckley zu seinen Haupteinflüssen. Peter Kubaschk vom Onlinemagazin Powermetal.de schrieb, dass Justin Benlolo offensichtlich von Bands wie Nirvana, Soundgarden oder Wolfmother inspiriert ist und dies mit einer gewissen Punk-Attitüde versieht. Laut Frank Thießies vom deutschen Magazin Metal Hammer setzen Brkn Love auf „die größten gemeinsamen Nenner der letzten 30 Jahre alternativer Rock-Musik“. Das Ergebnis würde manchmal nach Bushs Vorstellung von Nirvana, dann nach einem Bastard aus Wolfmother, The White Stripes und Muse klingen.

## Diskografie
Alben
| Jahr | Titel Musiklabel            | Anmerkungen                            |
| ---- | --------------------------- | -------------------------------------- |
| 2020 | Brkn Love Spinefarm Records | Erstveröffentlichung: 14. Februar 2020 |
| 2022 | Black Box Spinefarm Records | Erstveröffentlichung: 4. November 2022 |

EP
- 2022: Vol. 1
- 2022: Vol. 2

Musikvideos
- 2019: Shot Down
- 2019: Papercuts
- 2020: Flies in the Honey
- 2021: Dead Weight
- 2022: Like a Drug
- 2022: Under the Knife